# 호사카 가즈나리
호사카 가즈나리(일본어: 保坂 一成, 1983년 3월 24일 ~ )는 일본의 전 축구 선수이다.

## 구단 경력
그는 2005년부터 2017년까지 J리그의 방포레 고후, 파지아노 오카야마에서 활동하였다.